# Franz Xaver Süßmayr
Franz Xaver Süßmayr (osztrák német kiejtése: [frants ˈksaːvɐ ˈsyːsmaɪɐ]; Schwanenstadt, 1766. július 22. – Bécs, 1803. szeptember 17.) osztrák zenész és zeneszerző.

## Élete
1766-ban Karl Franz Süßmayr iskolamester és karvezető legidősebb fiaként született; első zenei neveltetését apjától kapta. 1779-ben fiúkórustagként vették fel a híres kremsmünsteri bencés apátságba; Süßmayr ott fejezte be irodalmi tanulmányait, és Pasterwitz irányítása alatt elsajátította a zeneelméletet. Már egészen fiatalon sikerrel űzte a zeneszerzés különböző műfajait, és több hangra írt dalokat, szimfóniákat, miséket, zsoltárokat, motettákat, kantátákat, amelyek már korán alapos ismereteket adtak neki a zeneszerzés művészetéről; 1785-től színházi művekhez is komponált zenét, amelyeket Kremsmünsterben adtak elő. 
1780-ban Bécsbe érkezett, ahol ének- és zeneszerzői tanulmányai befejezése után megélhetési célból magánórákat adott. 1790–91-ben alkalmanként Mozartnál is tanult, akivel szoros barátságot kötött; a zeneszerző számos művészeti tanácsot is adott neki, és másolói feladatokkal bízta meg. Amikor Mozart Prágába utazott, hogy előadja a Titus kegyelmét Süßmayr közreműködését vette igénybe, akire néhány recitativo megalkotását bízta. A legenda szerint a nagy zeneszerző halálos ágyán bízta meg azzal, hogy fejezze be Requiem miséjét, és szinte haláláig utasításokat adott neki ehhez a műhöz. Valójában köztudott, hogy Mozart özvegye, mivel nem volt teljesen meggyőződve Süßmayr tehetségéről, nem bízta rá azonnal a Requiem kottájának befejezését, hanem először Franz Freistädlerhez, a férje egy másik tanítványához fordult, majd közvetlenül utána Joseph Eyblerhez, aki szinte azonnal lemondott a feladatról. Egyesek szerint Süßmayr Constanze Weber szeretője, sőt egyik gyermekének, Franz Xaver Wolfgang Mozart apja is ő volt; mások szerint ez alaptalan pletyka volt, amit az a tény is cáfol, hogy Franz Xaver Wolfgangnak ugyanolyan, nagyon ritka fülkagyló-rendellenessége volt, amely Wolfgang Amadeusnak is.
Mozart halála után Süßmayr Antonio Salierinél tanult zeneszerzést. 1792-ben a fiatal zeneszerző karmesterként dolgozott a bécsi Burgtheaterben, két évvel később pedig a Theater am Kärntnertor karmester-helyettesének is kinevezték. 1803-ban, harminchét éves korában halt meg Bécsben, és a Szent Márk-temetőben temették el, ugyanott, ahol tizenkét évvel korábban tanárát és barátját, Mozartot. Hozzá hasonlóan Süßmayrt is a jozefinista törvénynek megfelelően – koporsó és balzsamozás nélkül egy névtelen, közös „sírgödörbe” – temették, így az ő testének pontos helye is ismeretlen.

## Süssmayr és Mozart Requiemje
Johann Gottfried Weber ügyvéd és zeneteoretikus 1825-ös , Mozart Requiemjének hitelességéről című cikkében Süssmayrnek tulajdonította a Mozart nevében kiadott Requiemet alkotó zenedarabok nagy részét. Ez a kijelentés élénk vitát váltott ki Németországban, aminek eredményeként elindult a véget nem érő Requiem-vita a mű szerzőjének kilétéről. Süssmayr maga is megpróbálta megoldani a kérdést egy 1800. szeptember 8-án kelt, a Breitkopf kiadónak írt és a Lipcsei Zenei Közlönyben (1801 októberében) megjelent levelében, amelyben elismerte, hogy az utolsó három darab (Sanctus, Benedictus és Agnus Dei) az övé, akárcsak a Lacrimosa befejezése a kilencedik ütemtől kezdve. Azt is elmondta, hogy mindent ő hangszerelt, kezdve a figurás basszustól Mozart szóbeli, valamint kézzel írott utasításai.alapján. Süßmayr nevét először csak az 1827-es, Johann Anton André által kiadott nyomtatott kiadásban említik.
Ami az utolsó részeket illeti, a Sanctustól a Communióig, amelyeket Süßmayr fejezett be, figyelembe kell venni azt a tényt, hogy ezek nem teljesen saját alkotásai voltak; amennyire csak lehetett, már létező zenét használt fel, ' Offertorium Domine Jesujában, valamint a Communióban is átvette Iaz ntroitus és a Kyrie fugatójának zenéjét;  továbbá Mozart számos szóbeli utasítást adott tanítványának, mivel teljes mértékben megbízott benne, és valószínű, hogy hozzáférhetett Mozart által hátrahagyott, különálló lapokra ír jegyzetekhez és vázlatokhoz is, amelyek nem jutottak el hozzánk. Végül figyelembe kell venni, hogy Süßmayr Requiem befejezése után írt művei, bár kiváló kivitelezésűek, minőségükben egyértelműen gyengébbek a Requiem záró részeinél.

## Művei
- Moïse (kis opera, a Schikaneder színház számára komponálva 1792-ben)
- Die schöne Schusterin
- Felülmúlt varázsla ( vígopera a Bécsi Udvari Színházban, 1793)
- Der Spiegel aus Arkadien (két felvonásban Bécsben, 1794-ben)
- Le turc à Naples (Prága, 1794)
- Die edle Rache (A nemes bosszú) ( Kärntnertortheater Vienna, 1795)
- A két púpos (Bécs, 1796)
- Die Freiwilligen (Bécs, 1796)
- A vadon (Bécs, 1798)
- Der Marktschreier (Bécs, 1799)
- Soliman der Zweite, oder die beiden Sultaninnen (Bécs, 1800)
- Liebe macht kurzen Process (A szerelem lerövidíti a próbatételt) (Bécs, 1801)
- Phasma (Bécs, 1801)

Salvatore Viganò Il noce di Benevento (1801) allegorikus balettjének zenéjét is ő szerezte.

## Fordítás
- Ez a szócikk részben vagy egészben  a   Franz Xaver Süßmayr című olasz Wikipédia-szócikk fordításán alapul.  Az eredeti cikk szerkesztőit annak laptörténete sorolja fel. Ez a jelzés csupán a megfogalmazás eredetét és a szerzői jogokat jelzi, nem szolgál a cikkben szereplő információk forrásmegjelöléseként.